# 続・恐竜の島
『続・恐竜の島』（ぞく・きょうりゅうのしま、原題：The People That Time Forgot）は、1977年公開のイギリス映画。1975年公開の映画『恐竜の島』の続編。

## 概要
『恐竜の島』のヒットを受け、アミカス・プロダクションズが引き続いて製作した続編である。原作はエドガー・ライス・バローズの太古世界シリーズ第2作『時間に忘れられた人々』であるが、第3作の『時の深き淵より』の内容も一部に使用されており、映画は本作をもって完結した。前半は前作同様、実在した恐竜が出現するが、後半は日本の武士のような甲冑に身を固めた騎馬軍団が登場するなど、前作と異なった大胆な脚色がなされている。
製作ジョン・ダーク、監督ケヴィン・コナー、タイラー役のダグ・マクルーアは前作および『地底王国』に引き続いての登板であり、タイラーの友人ベン・マクブライドをジョン・ウェインの息子であるパトリック・ウェインが演じた。
特撮は、特殊効果を前作のデレク・メディングスに替わり『地底王国』を手がけたイアン・ウィングローヴと、後年『エイリアン2』でアカデミー視覚効果賞を受賞するジョン・リチャードソンが、プロセス撮影を前作および『地底王国』に引き続きアカデミー科学技術賞受賞歴のあるチャールズ・スタッフェルが担当した。
なお、同プロダクションは、バローズのSF小説『地底世界ペルシダー』を『地底王国』（1976年に公開）として映画化しており、本作はその次の作品となる。

## ストーリー
第一次世界大戦中に行方不明になっていた連合軍輸送船船長ボウエン・タイラーの手記が、戦後スコットランドの海岸に流れ着き、彼の友人ベン・マクブライドや女性記者チャーリーらも同行する救助隊が派遣された。タイラーの手記に従い、水陸両用の飛行艇で氷壁を超えて島に到着した一行は、恐竜に襲われそうになっていたガルー族のアジョーという娘を助ける。タイラーはガルー族と暮らしていたが、ナガ族にさらわれたことを知った一行は、救出に向かった。だが、タイラーはナガ族の手から謎の一団によって髑髏城に連れ去られていた。

## キャスト
| 役名                         | 俳優                   | 日本語吹替                          | 日本語吹替                               |
| 役名                         | 俳優                   | 日本テレビ版                        | テレビ朝日版                             |
| ---------------------------- | ---------------------- | ----------------------------------- | ---------------------------------------- |
| ベン・マクブライド           | パトリック・ウェイン   | 仲木隆司                            | 有川博                                   |
| ボウエン・タイラー           | ダグ・マクルーア       | 石田太郎                            | 仲村秀生                                 |
| シャーリー                   | サラ・ダグラス         | 弥永和子                            | 萩尾みどり                               |
| アジョー                     | ダナ・ガレスピー       | 有馬瑞子                            | 山田栄子                                 |
| エドウィン・ノーフォーク博士 | ソーレイ・ウォルターズ | 高木均                              | 滝口順平                                 |
| ホーガン                     | シェーン・リーマー     | 立壁和也                            | 阪脩                                     |
| ロートン艦長                 | トニー・ブリットン     |                                     | 小林修                                   |
| 不明 その他                  | N/A                    | 秋元羊介 石森達幸 千葉耕市 亀井三郎 | 青野武 藤本譲 若本紀昭 屋良有作 塚田正昭 |

- 日本テレビ版：初回放送1980年1月30日『水曜ロードショー』
- テレビ朝日版：初回放送1984年3月4日『日曜洋画劇場』

## スタッフ
- 監督：ケヴィン・コナー
- 製作総指揮：サミュエル・Z・アーコフ
- 製作：ジョン・ダーク
- 原作：エドガー・ライス・バローズ『時に忘れられた人々』
- 脚本：パトリック・ティリー
- 撮影：アラン・ヒューム
- 編集：ジョン・アイルランド、バリー・ピータース
- 音楽：ジョン・スコット
- 特殊効果：ジョン・リチャードソン、イアン・ウィングローブ
- プロセス撮影：チャールズ・スタッフェル

| 吹替 | フジテレビ版 | 東京12ch版 |
| ---- | ------------ | ---------- |
| 演出 | 蕨南勝之     | 山田悦司   |
| 翻訳 | 平田勝茂     | 宇津木道子 |
| 調整 |              | 山田太平   |
| 効果 |              | PAG        |
| 制作 | 東北新社     | 日米通信社 |